# Horní Brusnice
Horní Brusnice är en ort i Tjeckien. Den ligger i den nordöstra delen av landet, 100 km öster om huvudstaden Prag. Horní Brusnice ligger 453 meter över havet och antalet invånare är 437.
Terrängen runt Horní Brusnice är kuperad söderut, men norrut är den platt. Terrängen runt Horní Brusnice sluttar söderut. Runt Horní Brusnice är det tätbefolkat, med 266 invånare per kvadratkilometer. Närmaste större samhälle är Trutnov, 19,1 km nordost om Horní Brusnice. I omgivningarna runt Horní Brusnice växer i huvudsak blandskog.